# (I Know) I'm Losing You
(I Know) I'm Losing You è un singolo discografico del gruppo vocale statunitense The Temptations, pubblicato nel 1966.

## Il brano
Il brano è stato scritto da Norman Whitfield, Edward Holland Jr. e Cornelius Grant e prodotto da Whitfield. 

## Tracce
- 7"

1. (I Know) I'm Losing You
2. I Couldn't Cry If I Wanted To

## Formazione
- David Ruffin - voce
- Eddie Kendricks, Melvin Franklin, Paul Williams, Otis Williams - cori
- Cornelius Grant - chitarra
- The Funk Brothers - strumenti

## Cover
- Una cover del brano è stata realizzata dal cantautore britannico Rod Stewart per il suo terzo album in studio Every Picture Tells a Story, uscito nel 1971. In questa cover Stewart collabora con il gruppo rock britannico Faces.